# Игнаци Ян Падеревски
Игна̀ци Ян Падерѐвски (на полски: Ignacy Jan Paderewski) (6 ноември 1860 г. – 29 юни 1941 г.) е полски пианист, композитор, дипломат и политик, министър-председател на Втората полска република.

## Биография
Игнаци Ян Падеревски е роден в село Куриловка, област Подолие, тогава в Руската империя, (сега Украйна). Баща му е управител на големи недвижими имоти. Майка му, Поликсена (с родово име Новицка), умира няколко месеца след неговото раждане. По време на Януарското въстание (1863 – 1864) за независимост от Русия, баща му е арестуван за участие в него и изпратен за една година в затвора в Киев.
По това време за Игнаци и по-голямата му сестра Антонина се грижи леля им.
От ранно детство Падеревски е привлечен от музиката. Отначало взема частни уроци по пиано, а на 12 години, в 1872, отива във Варшава и е приет във Варшавската консерватория. След завършването и в 1878, му е предложено да бъде преподавател на класовете по пиано в неговата алма матер, което той приема. В 1880 Падеревски се жени за Антонина Корсакувна и скоро след това се ражда първото им дете. През следващата година откриват, че синът им Алфред е недъгав; скоро след това Антонина умира.
Падеревски решава да се посвети изцяло на музиката и в 1881 отива в Берлин, за да изучава композиция при Фридрих Кил и Хайнрих Урбан. В 1884 се премества във Виена, където е ученик на Теодор Лешетицки. Една година след това преподава в консерваторията в Страсбург. Музикалният му дебют във Виена е през 1887.
Скоро той получава голяма популярност и неговите гостувания (в Париж през 1888 и Лондон през 1890 и 1891) имат голям успех. Неговото брилянтно свирене на пиано предизвиква фурор, който достига до извънредно продължителни аплодисменти. Неговият триумф се повтаря в САЩ през 1891.
През 1894 – 1895 г. има турнета във Великобритания, Холандия, Германия и за трети път в САЩ.
През 1897 г. дебютира в Италия.
Името му веднага става синоним на пианистична виртуозност и обществеността се прекланя пред него. Избирането му за министър-председател на Полша е показателно за кариерата му.
През 1897 г. Падеревски купува имението Каншна Долна, но поради невъзможността да го поддържа, по-късно през 1903 г. го продава 
В 1899 той се жени за Хелена Гурска, баронеса де Розен, която дотогава се е грижела за сина му Алфред.
Първи концерти в Русия изнася през 1899 – 1900 г.
През 1901 г. концертира в Италия, Англия и Испания. През същата година умира синът му Алфред, от детинство прикован към инвалидна количка поради парализа.
Падеревски е също забележителен композитор, създал редица произведения, между които много пиеси за пиано. В 1901 единствената му опера Манру има световна премиера в Дрезден, а в 1902 – американска премиера в Метрополитън опера; и до днес това остава единствената полска опера от полски композитор, представена там.
През 1902 г. отново има турне в Америка, концертира и в Испания, Полша и Англия.
През 1903 г. има концерти в Полша и Русия.
През 1904 г. пътува с параход до Австралия, където изнася концерти в Сидни.
На 28 август 1904 г. Падеревски, съпругата му, придружители, папагалът му и пиано „Ерар“ (Erard) предприемат пътуване до Окланд, Нова Зеландия от Сидни, Австралия, на борда на парахода „Зеландия“ (NZ Herald, 29.08.1904, стр. 5). До Уелингтън пътуват с влак и там изнася концерт на 12 септември (Otago Daily Times, 13.09.1904, стр.2).
Първи записи на грамофонни плочи прави през 1911 – 1913 г. Освен това има записи на цилиндри на Едисон и на ролки (перфоленти) за механично пиано.
Падеревски има също активна социална дейност и дарителство. Например, в
1910 той дарява на гражданите на Краков паметника „Битката при Грунвалд“.
През 1913 Падеревски се установява в САЩ. Тук се среща с бъдещия президент (и също пианист) Хари С. Труман по време на концерт в Канзас Сити.
По време на Първата световна война Падеревски става активен член на Полския национален комитет (1917 – 1919) в Париж, който скоро се присъединява към Антантата като представител на Полша. Той става говорител на тази организация и скоро създава и други социални и политически организации като Полския фонд за помощи в Лондон.
През април 1918 той се среща в Ню Йорк с лидерите на Американския еврейски комитет (American Jewish Committee), включително с Луис Маршал (Louis Marshall), в неуспешен опит да направи сделка, организираните еврейски групи да подкрепят полските териториални претенции в замяна на равни права. Скоро става ясно обаче, че никакъв план не може да удовлетвори едновременно еврейските лидери и Роман Дмовски, ръководител на Полския национален комитет.
В края на войната, във връзка с още нерешената съдба на Познан и на цялата област Великополша, Падеревски посещава Познан. Неговата публична реч на 27 декември 1918 съвпада с началото на въоръженото въстание на поляците срещу Германия, наречено Великополско въстание.
В 1919 Падеревски става министър-председател и министър на външните работи на нова независима Полша (януари 1919 – декември 1919) и представя Полша на Парижката мирна конференция. През лятото на същата година той подписва Версайския договор, който възстановява на Полша териториите на Велика Полша и Померания около Гданск; те стават сърцето на възстановената Република Полша.
Поради тази необичайна комбинация на забележителни постижения като пианист от световна класа и успешен политик, Падеревски е определен като предпочитан пример за философ, често обсъждан във връзка със статията „A Puzzle about Belief“ („Размисъл за убеждението“) на Сол Крипке за това, че е име, което притежава две различни качества, да бъде политик и да бъде пианист.
След като е напуснат от много свои политически привърженици, Падеревски връчва оставката си на президента Йозеф Пилсудски на 4 декември, 1919, след което става посланик на Полша в Обществото на народите.
В края на 1921 той напуска политиката и в 1922 се връща към музикалния живот. Неговият първи концерт след дълго прекъсване е в Карнеги Хол при забележителен успех, а концертът му в Медисън скуеър гардън е при пълна зала (20 000 места). Падеревски концертира навсякъде в САЩ, като пътува със собствен железопътен вагон, в който има няколко пиана и комфортни условия за живеене.
През 1924 г. за последен път посещава Полша.
Скоро той се преселва в Морж (Morges), Швейцария. След преврата на Пилсудски в 1926, Падеревски става активен член на опозицията срещу управлението на коалицията „Санация“ („Sanacja“ – оздравяване). В 1936 в дома му в Морж опозицията създава коалиция, наречена Фронт Морж, по името на града.
През 1936, 2 години след смъртта на г-жа Падеревска, Падеревски се съгласява да участва във филм, пресъздаващ на екрана неговото изкуство и неговия талант. Това предложение идва в момент, когато Падеревски не желае да се появява пред публика, както е описала Аниела Стракач в дневника си. Все пак филмовият проект се осъществява и избраният сценарий дава възможност добре да се охарактеризира Падеревски.
Това е филмът Лунната соната, завършен през 1937.
През ноември 1937 г. Падеревски се съгласява да приеме един последен ученик по пиано. Този музикант е бил Витолд Малцужински, лауреат на конкурса „Фредерик Шопен“.
След окупацията на Полша в 1939 г. Падеревски се завръща в обществения живот. В 1940 г. той става председател на Националния съвет на република Полша, полски парламент в изгнание в Лондон. 80-годишният артист възобновява също работата на Полския фонд за помощи и дава редица концерти (предимно в САЩ), за да събере средства за него. Все пак той отказва концерт в Медисън скуеър гардън, настоявайки, че вече е изнесъл този концерт, вероятно е имал предвид предишния си концерт там. 
Падеревски е бил популярен оратор, известен с остроумието си и често е цитиран. Веднъж той е бил представен на известен играч на поло с думите: „И двамата сте лидери във вашите области, но те са твърде различни“. „Не толкова различни“ отговорил Падеревски. „Вие сте добър човек, който играе поло, а аз съм лош поляк, който свири соло“ (игра на думи на английски: „You are a dear soul who plays polo, and I am a poor Pole who plays solo“).
В друг случай Падеревски припомня: „Аз имам доказани критерии на поведение, например, когато свиря, не трябва никой да говори. Ако някой в публиката започне да говори, аз ще спра да свиря и ще кажа: 'Съжалявам, че прекъсвам вашия разговор. Дълбоко съжалявам, че съм принуден да ви обезпокоя, затова ще спра да свиря за малко, за да продължите разговора си.' Представете си какъв ефект би имало това...“
По време на турне през 1941, Падеревски се разболява на 27 юни. Не е споделил това с личния си секретар и придружителите. Но по инициатива на секретаря му Силвин Стракач (Sylwin Strakacz) биват повикани лекари за консултация, диагнозата е пневмония. Въпреки подобряващото му се здраве и белези на възстановяване, Падеревски внезапно умира в Ню Йорк на 29 юни 1941 в 11 часа вечерта.
Погребан е в Арлингтънското национално гробище в Арлингтън, Вирджиния, близо до Вашингтон.
В 1992 г. останките му са пренесени във Варшава и поставени в крипта на катедралата „Св. Йоан Кръстител“. Сърцето му е поставено в бронзова скулптура в мемориала „Мадоната от Ченстохова“ близо до Дойлстаун, Пенсилвания, САЩ. 
Днес всеки по-голям град в Полша има улица на името на Падеревски. В САЩ има улици на неговото име в Пърт Амбой, Ню Джърси и Бъфало, Ню Йорк. Музикалната академия в Познан също носи неговото име.
Полският музей в Америка, Чикаго, получава като дарение личните вещи на Падеревски след смъртта му в 1941 г. Както Игнаци Падеревски, така и сестра му Антонина Падеревска-Вилконска са били запалени поддръжници и щедри дарители на този музей. Антонина, изпълнителка на завещанието на Падеревски, решава да дари вещите му на музея. Освен това управата на Бъкингам хотел в Ню Йорк, където Падеревски прекарва последните месеци от живота си, разрешава на Антонина да придобие обзавеждането на стаите от апартамента, който той е обитавал. Това обзавеждане също е дарено на музея. Със съдействието на личния секретар на Падеревски, Силвин Стракач, мебелите и личните му вещи са аранжирани и изложени в залата, която е била първата зала на музея при неговото откриване в 1937 г. Обновената зала се открива с официална церемония през ноември 1941 г. в чест на 81 години от рождението му.
През 1948 г. в Ню Йорк се основава Фондация Игнаци Падеревски по инициатива на полската общност в САЩ с цел да популяризира полската култура в Америка.
Много хора вярват, че духът на Падеревски обитава залата му в музея. Персоналът отбелязва редица инциденти със служители, включително чистачи, които твърдят, че са наблюдавали явления, свързани с духове, късно през нощта. Дружеството за изследване на духове винаги е искало от управата на музея да изследва тези твърдения.

## Произведения
Музикалните творби на Падеревски са издадени в 24 опуса, редица творби без опус, както и в многобройни записи в негово изпълнение и на други изпълнители.

### Произведения сопусенномер
| Опус № | Година (прибл.) | Име в оригинал | Име на български език | Първо издание |
| ------ | --------------- | --- | --- | --- |
| 1      | 1879 – 1885     | Zwei Klavierstücke: N°1 Prelude e capriccio, N°2 Minuetto in G-moll | Две пиеси за пиано: 1. Прелюд и капричио, 2. Менует в сол минор | Bote & Bock, Берлин, ок. 1886. |
| 2      | 1881            | Trois Morceaux: Gavotte in E-minor, Melodie in C-major, Valse Melancolique in A-major | Три откъса за пиано: Гавот в Ми минор, Мелодия в До мажор и Меланхоличен валс в Ла мажор (посветен на Тереза Власова) | Kruzinski & Lewi, Варшава 1881 |
| 3      | 1881            | Stara suita (Aleksandrowi Zarzyckiemu) N° 1 – Prélude en ré mineur, N° 2 – Intermezzo en si mineur, N° 3 – Aria en fa majeur, N° 4 – Fugue en ré mineur | Стара сюита (посветена на Александър Заржицки) № 1 – Прелюд в ре минор, № 2 – Интермедзо в си минор, № 3 – Ария във фа мажор, № 4 – Фуга в ре минор | |
| 4      | 1883            | Elegie für piano | Елегия за пиано | Bote & Bock, Берлин, 1883 |
| 5      | 1883            | Danses polonaises für piano: Krakowiak in E-Dur, Mazurek in E-Moll, Krakowiak in Н-Dur | Полски танци за пиано: Краковяк в ми мажор, Мазурка в ми минор, Краковяк в си мажор, посветен на Наталия Янота | Bote & Bock, Берлин, 1884, версия за 4 ръце (с Op.9) ок. 1892.                                                                                    |
| 6      | 1884            | Introduction et Toccata | Интродукция и токата (за пиано) | Bote & Bock, Берлин, 1884 |
| 7      | 1882 – 1885     | Vier Lieder: 1. Gdy ostatnia roza zwiedla, 2. Siwy koniu, 3. Szumi w gaju brzezina, 4. Chlopca moego mi zabrali | Четири песни по поеми на Адам Асник, за глас и пиано: 1. Когато последната роза увяхне, 2. На сивия кон, 3. Шуми брезичка в горичка, 4. Отнеха моето момче | Bote & Bock, Берлин, 1886 |
| 8      | 1881 – 1882     | Chants du voyageur 1. Allegro agitato, 2. Andantino, 3. Andantino grazioso, 4. Andantino mistico, 5. Allegro giocoso | Песни на пътника 1. Allegro agitato, 2. Andantino, 3. Andantino grazioso (Мелодия в си мажор), също за цигулка и виолончело с пиано и за оркестър, 4. Andantino mistico, 5. Allegro giocoso (посветено на Хелена Гурска)                                                   | Bote & Bock, Берлин, 1883 |
| 9      | 1882, 1884      | Danses polonaises. Buch I: 1. Krakowiak in F-Dur, 2. Mazurek in A-Moll, 3. A-Dur. Buch II: 4. Mazurek in H-Dur, 5. Krakowiak in A-Dur, 6. Polonaise in B-Dur. | Полски танци за пиано. Книга I: 1. Краковяк във фа мажор, 2. Мазурка в ла минор, 3. Мазурка в ла мажор. Книга II: 4. Мазурка в си бемол мажор, 5. Краковяк в ла мажор, 6. Полонеза в си мажор                                                                              | Bote & Bock, Берлин, 1884 – 1885; версия за 4 ръце (с Op. 5) ок. 1892.                                                                            |
| 10     | 1884            | Album de mai. Scenes romantiques: 1. Au soir, 2. Chant d'amour, 3. Scherzino, 4. Barcarolle, 5. Caprice (Valse). | Майски албум. Романтични сцени за пиано: 1. Вечерта, 2. Любовна песен, 3. Шегичка, 4. Баркарола, 5. Валс-каприз (посветен на Анна Есипова-Лешетицка). | Bote & Bock, Берлин, 1884. |
| 11     | 1884            | Variations et fugue sur un theme original en la mineur pour piano | Вариации и фуга върху оригинална тема в ла минор за пиано | Bote & Bock, Берлин, ок. 1885. |
| 12     | 1883            | Tatra Album: Tanze und Lieder des polnischen Volkes aus Zakopane | Татрански албум. Полски народни танци и песни от Закопане (посветен на Титус Халубински) | Ries & Erler, Berlin 1883 – 84; версия за 4 ръце – 1884.                                                                                          |
| 13     | 1882            | Sonate für Violin und Piano in A moll | Соната за цигулка и пиано в ла минор (посветена на Пабло Сарасате) | Bote & Bock, Берлин, 1885. |
| 14     | 1887            | Humoresques de concert pour piano. I. (a l'antique): 1. Menuet celebre, 2. Sarabande, 3.Caprice (genre Scarlatti); II. (a la moderne): 4. Burlesque, 5. Intermezzo pollacco, 6. Cracovienne fantastique                                                                                    | Концертни хуморески за пиано. I. (в старинен стил) 1. Известният менует в сол мажор, 2. Сарабанда, 3. Каприз (в стил Скарлати); II. (в съвременен стил) 4. Бурлеска, 5. Полско интермедзо, 6. Краковяк фантазия                                                            | Bote & Bock, Берлин, 1887, 1888. |
| 15     | 1888            | Dans le desert, tableau musical a forme d'une toccata, pour piano (a Anette Essipoff-Leschetizky) | През пустинята, музикална картина във формата на токата, за пиано (посветена на Анна Есипова-Лешетицка) | Bote & Bock, Берлин, ок. 1888. |
| 16     | 1888            | 1. Legende No.1, 2. Melodie, 3. Theme varie, 4. Nocturne, 5. Legende no.2, 6. Un moment musical, 7. Menuet | Различни пиеси за пиано: 1. Легенда № 1 в ла бемол мажор, 2. Мелодия в сол бемол мажор, 3. Различна тема в ла мажор, 4. Ноктюрно в си бемол мажор, 5. Легенда № 2 в ла мажор, 6. Музикален момент, 7. Менует в ла мажор                                                    | Bote & Bock, Berlin ок. 1888 – 94. Само No. 6 e публикуван отделно в Echo Muzyczne i Teatralne (Музикално и театрално ехо), 1892, № 435, Варшава. |
| 17     | 1888            | Konzert für Klavier und Orchester in A moll | Концерт за пиано и оркестър в ла минор (посветен на Теодор Лешетицки) | Bote & Bock, Берлин 1890. |
| 18     | 1893            | Szesc piesni: 1. Polaly sie lzy, 2. Piosnka dudarza, 3. Moja pieszczotka, 4. Nad wodą wielką i czystą, 5. Tylem wytrwal, 6. Gdybym sie zmienil | Шест песни по стихове на Адам Мицкевич, за глас и пиано: 1. Заплаках със сълзи, 2. Песен на гайдаря, 3. Моята любима, 4. Над водата, голяма и чиста, 5. Толкова много издържах. 6. Ако бих могъл да се променя (посветено на Владислав Мицкевич)                           | Bote & Bock, Берлин, 1894. |
| 19     | 1893            | Fantaisie polonaise sur des thèmes originaux pour piano et orchestre en sol dièse mineur | Полска фантазия по оригинални теми за пиано и оркестър в сол диез минор (посветена на принцеса Ралука Басараба де Бранкован). | Bote & Bock, Берлин 1893. |
| 20     | 1892 – 1901     | Manru, Lyrisches Drama in drei Aufzugen, Libretto in Deutsch von Alfred Nossig, nach Roman Chata za wsią von Józef Ignacy Kraszewski. | Манру, лирична драма в три действия, либрето (на немски) от Алфред Носиг по романа Дом извън селото на Юзеф Игнаци Крашевски (премиера в Дрезден на 29 май 1901 г.) | Bote & Bock, Берлин, 1901. |
| 21     | 1903            | Sonate für Piano in Es moll | Соната в ми бемол минор за пиано | Bote & Bock, Берлин, 1903. |
| 22     | 1903            | Douze melodies sur de poesies de Catulle Mendes.: 1. Dans la forêt, 2. Ton coeur est d'or pur, 3. Le ciel est tres bas, 4. Naguère, 5. Le jeune Patre, 6. Elle marche d'un pas distrait, 7. La jeune nonne, 8. Viduite, 9. Lune froide, 10. Querelleuse, 11. L'amour fatal, 12. L'ennemie. | 12 мелодии върху поезията на Катул Мендес 1. През гората, 2. Сърцето ти е чисто злато, 3. Небето е много ниско, 4. Неотдавна 5. Младият пастор, 6. Тя върви с леки стъпки, 7. Младата монахиня, 8. Вдовство, 9. Студена луна, 10. Свадливка, 11. Фатална любов, 12. Врагът | Heugel, Париж, 1903. |
| 23     | 1903            | Variations et fugue sur un theme original en mi bemole mineur pour piano | Вариации и фуга върху оригинална тема в ми бемол минор за пиано | Bote & Bock, Берлин, 1903. |
| 24     | 1903 – 1907     | Symphonie („Polonia“) en si mineur | Симфония в си минор („Полония“). | Heugel, Париж, 1911. |

### Други композиции
- Valse mignonne за пиано, около 1876 (посветен на Густав Рогулски).
- Suite in Es-Dur (Сюита в ми бемол мажор) за пиано, ок. 1879.
- Impromptu (Емпронтю) за пиано, ок. 1879. Публикувано в Echo Muzyczne i Teatralne (Музикално и театрално ехо), 1879, № 11, Варшава.
- Dwa Kanony (Два канона) за пиано. Echo Muzyczne i Teatralne, 1882, No. 19, Варшава.
- Krakowiak (Краковяк – фантазия) за пиано. 1884. Echo Muzyczne i Teatralne, 1887, № 117, Варшава (виж също Op.14, № 6.)
- Powódz (Наводнението). Брошура Na powódzian (За пострадалите от наводнението), издадена във Варшава в помощ на пострадалите от наводнението, 1884.
- 2 Intermezzi (Две Интермеци): в сол минор и до мажор за пиано, ок. 1885. Echo Muzyczne i Teatralne, 1885, № 77 (I), и № 89 (II), Варшава
- Canzone, chant sans paroles (Песен без думи), ок. 1904. Bote & Bock, Berlin ок. 1904.
- Hej, Orle bialy (Хей, бял орел), Химн за мъжки хор и духов оркестър, текст от композитора, 1917. New York 1918 (?); K. T. Barwicki, Poznan 1926.

## Дискография
- Историческа дискография на изпълненията на Падеревски
- Дискография с изпълнения на Падеревски, както и на негова музика от други изпълнители

## Ордени и награди
- Virtuti Militari. Полски орден за „Военни заслуги“, присъден му е посмъртно.
- Légion d'honneur. Орден на „Почетния легион“, Франция.
- В 1925 г. е титулуван с „Почетен рицар на големия кръст на Ордена на Британската империя“ (Honorary Knight Grand Cross of the Order of the British Empire). Това му позволява да прибави след името си буквите GBE, но не и титлата „Сър“, както погрешно се твърди в сп. „Тайм“ (Time magazine) от 6 юли 1925[7]).
- Доктор хонорис кауза на университетите в Лвов (1912), Краков (1919) и Познан (1924), както и на редица университети в САЩ.

### Забележки
1. ↑  стар стил, добавени 12 дни за нов стил